# Carnaval Uruguayo 2016
Carnaval 2016 comenzó en 1905 y es realizado cada año, donde participan varios conjuntos de 5 categorías distintas: Parodistas, Humoristas, Revistas, Murgas y Comparsa de Negros y Lubolos.
El concurso se lleva a cabo en el Teatro de Verano Ramón Collazo y en escenarios (Tablados) ubicados en distintos barrios de Montevideo, y escenarios móviles, que es un ómnibus que día a día se encuentran recorriendo todos los barrios.

## Equipos participantes

### Murgas
| Murga                   | Murga              | Murga               | Murga                       | Murga         | Murga              | Murga         |
| ----------------------- | ------------------ | ------------------- | --------------------------- | ------------- | ------------------ | ------------- |
| Don Timoteo             | La Trasnochada     | Momolandia          | La Gran Muñeca              | Falta y Resto | Los diablos verdes | Cayó la Cabra |
| Curtidores de Hongos    | Los Patos cabreros | A Contramano        | La Buchaca                  | La Margarita  | Garufa             | La Clave      |
| Metele que son Pasteles | Araca la Cana      | La Eterna Madrugada | La Venganza de los Utileros | Queso Magro   | La Redoblona       |               |

1. 1 2 3 4 5 6 7 8 9  Clasificado por haber pasado a la liguilla del Carnaval Uruguayo 2015.
2. ↑  El conjunto se clasificó pero abandonaron.

### Parodistas
| Parodistas    | Parodistas  | Parodistas   | Parodistas | Parodistas   | Parodistas |
| ------------- | ----------- | ------------ | ---------- | ------------ | ---------- |
| Los Muchachos | Momosapiens | Los Zíngaros | Nazarenos  | Aristophanes | Jacquets   |

1. 1 2 3 4  Clasificado por haber pasado a la liguilla del Carnaval Uruguayo 2015.

### Humoristas
| Humoristas       | Humoristas | Humoristas | Humoristas     | Humoristas      | Humoristas |
| ---------------- | ---------- | ---------- | -------------- | --------------- | ---------- |
| Sociedad Anónima | Los Chobys | Cyranos    | Los Bergoglios | Los Clementinos | Fantoches  |

### Revistas
| Revistas | Revistas    | Revistas | Revistas      | Revistas |
| -------- | ----------- | -------- | ------------- | -------- |
| Tabú     | La compañía | Feelings | Madame Gótica | House    |

1. 1 2 3 4 5 6  Clasificado por haber pasado a la liguilla del Carnaval Uruguayo 2015.

### Lubolos
| Lubolos | Lubolos            | Lubolos   | Lubolos     | Lubolos     | Lubolos           | Lubolos | Lubolos   |
| ------- | ------------------ | --------- | ----------- | ----------- | ----------------- | ------- | --------- |
| C1080   | Tronar de Tambores | Sarabanda | Yambo Kenia | Integración | La Carpintera Roh | Senegal | Mi Morena |

1. 1 2 3 4  Clasificado por haber pasado a la liguilla del Carnaval Uruguayo 2015.

## Desfile de Carnaval
El desfile se realizó el 21 de enero a partir de la hora 20; por 18 de Julio, la principal avenida de Montevideo
se eligen los mejores del desfile como así también muchas menciones. La televisación está a cargo de VTV Y Canal 10

### Precio de las entradas
| Tribuna        | Precio |
| -------------- | ------ |
| Numeradas      | $220   |
| Preferenciales | $270   |
| Populares      | $120   |

### Ganadores del desfile del carnaval
| Categoría  | Conjunto                    | Puntaje |
| ---------- | --------------------------- | ------- |
| Murga      | Diablos Verdes              | 185     |
| Murga      | Don Timoteo                 | 172     |
| Murga      | Cayó la Cabra               | 166     |
| Murga      | Metele que son pasteles     | 166     |
| Murga      | Garufa                      | 158     |
| Murga      | Patos Cabreros              | 156     |
| Murga      | La Clave                    | 155     |
| Murga      | Queso Magro                 | 151     |
| Murga      | Falta y Resto               | 147     |
| Murga      | La Trasnochada              | 147     |
| Murga      | Araca la Cana               | 144     |
| Murga      | La venganza de los utileros | 144     |
| Murga      | La Margarita                | 141     |
| Murga      | Momolandia                  | 137     |
| Murga      | La redoblona                | 135     |
| Murga      | Eterna Madrugada            | 133     |
| Murga      | La Gran muñeca              | 132     |
| Murga      | La Buchaca                  | 129     |
| Murga      | Curtidores de Hongos        | 119     |
|            |                             |         |
| Parodistas | Nazarenos                   | 186     |
| Parodistas | Zíngaros                    | 177     |
| Parodistas | Los Muchachos               | 175     |
| Parodistas | Aristophanes                | 168     |
| Parodistas | Momosapiens                 | 154     |
| Parodistas | Jacquets                    | 148     |
|            |                             |         |
| Humoristas | Los Chobys                  | 149     |
| Humoristas | Sociedad Anónima            | 144     |
| Humoristas | Cyranos                     | 142     |
| Humoristas | Los Bergoglios              | 137     |
| Humoristas | Fantoches                   | 132     |
| Humoristas | Los clementinos             | 130     |
|            |                             |         |
| Revistas   | Tabú                        | 185     |
| Revistas   | La compañía                 | 183     |
| Revistas   | House                       | 176     |
| Revistas   | Feelings                    | 171     |
| Revistas   | Madame Gótica               | 150     |
|            |                             |         |
| Lubolos    | Sarabanda                   | 198     |
| Lubolos    | C1080                       | 187     |
| Lubolos    | Mi Morena                   | 174     |
| Lubolos    | Yambo Kenia                 | 171     |
| Lubolos    | Tronar de Tambores          | 160     |
| Lubolos    | La Carpintera Roh           | 157     |
| Lubolos    | Integración                 | 155     |
| Lubolos    | Senegal                     | 154     |

### Menciones
| Mención                       | Ganador                                |
| ----------------------------- | -------------------------------------- |
| Mejor Director de murga       | Rafael Antognazza (Los Patos Cabreros) |
| Mejor Batería                 | Don Timoteo                            |
| Figura de Parodista           | ---                                    |
| Figura de Humorista           | ---                                    |
| Mejor Cuerpo de Baile Revista | Tabú                                   |

## Desfile de Escuelas de Samba
El desfile se realizó el 22 de enero a partir de la hora 20; por 18 de Julio, la principal avenida de Montevideo.
La televisación está a cargo a cargo de VTV y Canal 10

### Precio de las entradas
| Tribuna        | Precio |
| -------------- | ------ |
| Preferenciales | $180   |
| Populares      | $150   |

### Ganadores del desflie de escuela de samba
| Conjunto        | Puntaje |
| --------------- | ------- |
| Unidos do Norte | 365     |
| Urusamba        | 364     |
| Imperatriz      | 364     |
| Liverasamba     | 332     |
| Asabranca       | 314     |
| Bonobara Band   | 274     |
| Imperadores     | 272     |
| Viramundo       | 271     |

### Menciones
| Mención                      | Ganador                                                    |
| ---------------------------- | ---------------------------------------------------------- |
| Mejor Mestre y Porta Bandera | Unidos do Norte                                            |
| Destaque                     | Nelson Pereira (Unidos do Norte)                           |
| Mejor madrina                | Larisa Montenegro (Unidos do Norte)                        |
| Mejor Pasista                | Priscila Nuñez/Maruro Coromina (Bonobara Band/Liverasamba) |
| Mejor Fantasia               | Aramis Saldanha (Imperatriz)                               |
| Mejor Batería                | Unidos do Norte                                            |
| Mejor Cuerpo de bahianas     | Urusamba                                                   |
| Mejor comisión de frente     | Urusamba/Liverasamba                                       |
| Mejor vestimenta de Batería  | Viramundo                                                  |
| Promesa de Samba             | Ala Mirim (Viramundo)                                      |
| Revelación                   | Alexander de Castro (Unidos do Norte)                      |

## Desfile de Llamadas
El desfile se realiza por Barrio Palermo y Barrio Sur desde la Avenida Carlos Gardel y Zelmar Michellini hasta Islas de Flores y Minas y se divide en 2 días, este año por la inclemencia del tiempo se realizó en 3 días, llevándose a cabo el 4, 5 y 6 de febrero. La televisación esta a cabo de TNU y VTV

### Precio de las entradas
| Tribuna                | Precio |
| ---------------------- | ------ |
| Platea Turista         | $550   |
| Preferenciales         | $320   |
| Palcos (4 localidades) | $3100  |
| Populares              | $150   |

### Ganadores del desfile de llamadas
| Conjunto                 | Puntaje |
| ------------------------ | ------- |
| C 1080                   | 444     |
| ELUMBÉ                   | 440     |
| LA JACINTA               | 426     |
| YAMBO KENIA              | 423     |
| SARABANDA                | 421     |
| TRONAR DE TAMBORES       | 416     |
| LA SIMONA                | 414     |
| VALORES                  | 411     |
| ZUMBAE                   | 402     |
| CENCERIBÓ                | 397     |
| LA TANGO                 | 395     |
| LA DOMINÓ                | 391     |
| MI MORENA                | 391     |
| LA FIGARI                | 390     |
| LA GOZADERA              | 388     |
| ELEGGUÁ                  | 383     |
| BATEA DE TACUARÍ         | 378     |
| LA GENERACIÓN LUBOLA     | 375     |
| TRINIBOA                 | 374     |
| INTEGRACIÓN              | 367     |
| LA FACALA                | 357     |
| LA FABINI                | 354     |
| LAS PANTERAS DE BENGUELA | 353     |
| URAFRICA                 | 346     |
| LA RESTAURACIÓN          | 340     |
| LOS NICHE                | 339     |
| NIGERIA                  | 330     |
| REENCUENTRO              | 330     |
| MAKALE                   | 329     |
| LA FUERZA                | 328     |
| M.Q.L.                   | 328     |
| E.P.                     | 323     |
| NIMBA                    | 319     |
| L.U.C.                   | 316     |
| LA CARPINTERA ROH        | 316     |
| SENEGAL                  | 314     |
| LA MAZUMBA               | 313     |
| UGANDA                   | 293     |
| GORILAS DE VIRUNGA       | 280     |
| RESURGIR DE LAS CATAS    | 264     |

### Menciones
| Menciones                         | Ganador                                      |
| --------------------------------- | -------------------------------------------- |
| Mejor Cuerda de Tambores          | C1080                                        |
| Mejor cuerpo de Baile             | Elumbé                                       |
| Mejor Cadro de Personajes Típicos | Valores de Alsina                            |
| Mejor Cuadros y Banderas          | La Simona                                    |
| Mejor Vedette                     | Yamila Pintos (Zumbaé)                       |
| Mejor Bailarín                    | Diego Nierez (La Simona)                     |
| Reconocimiento Especial           | Maximiliano Suárez (escobero de Integración) |

## Tablados
| Tablado                              | Barrio              | Dirección                                    |
| ------------------------------------ | ------------------- | -------------------------------------------- |
| Club Arbolito "El Tejano"            | La Teja             | Carlos María Ramírez y Rivera Indarte        |
| Club Holanda                         | El Cerro            | Rusia 2457 y Cibils                          |
| Juan Taranto                         | Las Torres          | Francisco Quevedo 6081 y Cibils              |
| Museo del Carnaval                   | Ciudad Vieja        | Rambla 25 de agosto de 1825 n°218            |
| Pablo Estramin                       | Paso de las Duranas | Pedro Trapani 1350 y Bayona                  |
| Anfiteatro Canario Luna              | Villa Española      | Jose Pedro Varela y Damaso Antonio Larrañaga |
| Molino del Galgo                     | La Unión            | Pan de Azúcar y Timoteo Aparicio             |
| Flor de Maroñas                      | Flor de Maroñas     | Manuel Acuña 3099 y Marcos Salcedo           |
| Punta de Rieles                      | Punta de Rieles     | Camino Maldonado y Avenida Punta de Rieles   |
| Las Acacias                          | Las Acacias         | Bagé 378 y General Flores                    |
| César Gallo Durán                    | Manga               | Avenida de la Aljaba y Cipo                  |
| Monte de la Francesa                 | Colón               | Lanús 5913 e Iturbe                          |
| Teatro Lavalleja                     | Barrio Lavalleja    | Instrucciones 1435 y Edison                  |
| Parque de Los Fogones                | Sayago              | Millán 5109 y Martín Ximeno                  |
| Jardin de Nuevo Paris - Salus FC     | Nuevo París         | Dr Pena 5378 entre Aldao y Faramiñan         |
| Club Oriental de La Paz              | Méndoza             | Venús y Camino La Paz                        |
| Rural del Prado                      | Prado               | Buschental y Lucas Obes                      |
| Velodromo Municipal                  | Parque Batlle       | Ramón Benzano 3471                           |
| Club Malvín                          | Malvín              | Enrique Legrand y Rivera                     |
| Monumental de la Costa               | Ciudad de la Costa  | Avenida Ginatassio                           |
| Gigante del Buceo                    | Buceo               | Avenida Rivera y Propios                     |
| Campus de Maldonado                  | Maldonado           | Martiniano Chiossi y 3 de Febrero            |
| Intendencia Departamental de Florida | Florida             | Independencia 586 y Luis Alberto de Herrera  |

1. ↑   En el ruedo de dicha Institución.
2. ↑   En la cancha de Basquetbol del club.
3. ↑  Estacionamiento del Hipermercado Geant.
4. ↑   Frente al Cementerio del Buceo.
5. ↑   detrás de la tribuna Oeste del Estadio Domingo Burgueño Miguel.
6. ↑   Explanada de la Intendencia Departamental de Florida.

## Desarrollo del Concurso Oficial
La televisación está a cargo de VTV donde el Programa Pasión de Carnaval a partir de las 23 pasan en Vivo a los últimos 2 conjuntos y desde la 1 de la mañana pasan a las dos primeras en diferido. El programa es conducido por el Coco Echagüe y Marcelo Fernández y Jessi López como panelista. Nelson Burgos y Mariana Romano hacen las entrevistas a los conjuntos antes y después de la actuación respectivamente mientras que Peke Sander entrevista integrantes de los conjuntos mientras bajan por las escaleras para pasar por los costados de las tribunas.
Arriba del escenario esta Álvaro Recoba conduciendo y presentando a los conjuntos.
Los Jurados para el Concurso Oficial son designado entre la IMM y DAECPU y para lo que designaron a:
- Presidente del jurado: José Cozzo
- Rubro Nº 1: Voces, arreglos corales y musicalidad - Fernando Condon y Luis Vázquez.
- Rubro Nº 2: Textos e Interpretación - Fernando Schmidt y Federico Graña.
- Rubro Nº 3: Puesta en Escena y Movimiento Escénico - Raquel Diana.
- Rubro Nº 4: Coreografía y Bailes - Fernando Couto.
- Rubro Nº 5: Vestuario, Maquillaje y Escenografía - Néstor Morán.
- Jurados Alternos: Gonzalo Durán, Eduardo Di Lorenzo, Marite Reineros, Verónica Braun.
- Presidente alterno: Ramiro Pallares.

### Primera Rueda

#### Precio de las entradas
| Tribuna                | Precio |
| ---------------------- | ------ |
| Platea Alta            | $230   |
| Platea Baja            | $360   |
| Abono 1ª y 2ª          | $7300  |
| Abono 1ª 2ª y Liguilla | $8500  |

#### Etapa 1 - 25 de enero
- 20:30 h. La Redoblona (murga)
- 21:40 h. La Carpintera (lubolo)
- 23:05 h. Los Bergoglios (humoristas)
- 00:25 h. Queso Magro (murga)

#### Etapa 2 - 26 de enero
- 20:30 h. La Buchaca (murga)
- 21:40 h. Integración (lubolo)
- 23:05 h. Fantoches (humoristas)
- 00:25 h. Araca la Cana (murga)

#### Etapa 3 - 27 de enero
- 20:30 h. Eterna Madrugada (murga)
- 21:40 h. Senegal (lubolo)
- 23:05 h. Falta y Resto (murga)
- 00:25 h. Jacquets (parodistas)

#### Etapa 4 - 28 de enero
- 20:30 h. La venganza de los utileros (murga)
- 21:50 h. Mi Morena (lubolo)
- 23:05 h. Diablos Verdes (murga)
- 00:15 h. Aristophanes (parodistas)

#### Etapa 5- 29 de enero
- 20:30 h. Madame Gótica (revista)
- 21:50 h. Tronar de Tambores (lubolo)
- 23:05 h. La Gran Muñeca (murga)
- 00:15 h. Momosapiens (parodistas)

#### Etapa 6 - 30 de enero
- 20:30 h. House (revista)
- 21:50 h. Yambo Kenia (lubolo)
- 23:05 h. Curtidores de Hongos (murga)
- 00:15 h. Nazarenos (parodistas)

#### Etapa 7 - 31 de enero
- 20:30 h. La Clave (murga)
- 21:40 h. Sarabanda (lubolo)
- 23:05 h. Cayó la Cabra (murga)
- 00:15 h. Los Muchachos (parodistas)

#### Etapa 8 - 1 de febrero
- 20:30 h. Clementinos (humoristas)
- 21:40 h. C1080 (lubolo)
- 22:55 h. Don Timoteo (murga)
- 00:05 h. Zíngaros (parodistas)

#### Etapa 9 - 3 de febrero
- 20:30 h. Feelings (revista)
- 21:50 h. Garufa (murga)
- 22:55 h. Los Choby´s (humoristas)
- 00:15 h. Momolandia (murga)

#### Etapa 10 - 6 de febrero
- 20:30 h. La Compañía (revista)
- 21:50 h. Metele que son pasteles (murga)
- 22:55 h. Cyranos (humoristas)
- 00:15 h. La Trasnochada (murga)

#### Etapa 11 - 7 de febrero
- 20:30 h. Tabú (revista)
- 21:50 h. La Margarita (murga)
- 22:55 h. Sociedad Anónima (humoristas)
- 00:15 h. Los Patos Cabreros (murga)

### Segunda Rueda

#### Precio de las entradas
| Tribuna     | Precio |
| ----------- | ------ |
| Platea Alta | $230   |
| Platea Baja | $360   |

#### Etapa 1 - 8 de febrero
- 20:30 h. Mi Morena (lubolo)

Etapa Suspendida pasa al 20 de febrero
- 21:55 h. Araca la Cana (murga)
- 23:15 h. Los Bergoglios (humorista)
- 00:40 h. La Clave (murga)

#### Etapa 2 - 9 de febrero
- 20:30 h. Yambo Kenia (lubolo)
- 21:55 h. Eterna Madrugada (murga)
- 23:15 h. Los Clementinos (humorista)
- 00:40 h. Queso Magro (murga)

#### Etapa 3 - 10 de febrero
- 20:30 h. Cuareim 1080 (lubolo)
- 21:55 h. Fantoches (humorista)
- 23:20 h Falta y Resto (murga)
- 00:35 h. Aristophanes (parodista)

#### Etapa 4 - 11 de febrero
- 20:30 h. La Carpintera (lubolo)
- 21:55 h. La Redoblona (murga)
- 23:15 h. La Gran Muñeca (murga)
- 00:30 h. Jacquet´s (parodista)

#### Etapa 5 - 12 de febrero
- 20:30 h. Tronar de Tambores (lubolo)
- 21:55 h. La Venganza de los Utileros (murga)
- 23:15 h. Curtidores de Hongos (murga)
- 00:30 h. Momosapiens (parodista)

#### Etapa 6 - 13 de febrero
- 20:30 h. Sarabanda (lubolo)
- 21:55 h. La Buchaca (murga)
- 23:15 h. Cayó la Cabra (murga)
- 00:30 h. Nazarenos (parodista)

#### Etapa 7 - 14 de febrero
- 20:30 h. House (revista)
- 21:55 h. Integración (lubolo)
- 23:20 h. Diablos Verdes (murga)
- 00:35 h. Los Muchachos (parodista)

#### Etapa 8 - 15 de febrero
- 20:30 h. Madame Gótica (revista)
- 21:55 h. Senegal (lubolo)
- 23:20 h. Momolandia (murga)
- 00:35 h. Zíngaros (parodista)

#### Etapa 9 - 17 de febrero
- 20:30 h. Feelings (revista)
- 21:55 h. La Margarita (murga)
- 23:15 h. Cyranos (humoristas)
- 00:40 h. Don Timoteo (murga)

#### Etapa 10 - 18 de febrero
- 20:30 h. Tabú (revista)
- 21:55 h. Metele que son pasteles (murga)
- 23:15 h. Los Choby´s (humoristas)
- 00:40 h. Los Patos Cabreros (murga)

#### Etapa 11 - 19 de febrero
- 20:30 h. La Compañía (revista)
- 21:55 h. Garufa (murga)
- 23:15 h. Sociedad Anónima (humoristas)
- 00:45 h. La Trasnochada (murga)

#### Etapa 1 - 20 de febrero
- 20:30 h. Araca la Cana (murga)
- 21:55 h. Los Bergoglios (humorista)
- 23:15 h. La Clave (murga)

### Liguilla
A la liguilla clasifican los 24 mejores Conjuntos, 3 Humoristas, 3 Revistas, 4 Parodistas, 4 Comparsas de Negros lubolos y 10 murgas.
Por haber clasificado a la liguilla ya clasificaron también al Carnaval Uruguayo 2017 
Los Puntajes ya definitivos de los 20 conjuntos eliminados se conocerá en la noche de los Fallos, que será durante la madrugada siguiente a la última etapa de la liguilla

#### Precio de las entradas
Los Abonos para las 6 etapas de la liguilla se realizara el sábado 13 de febrero de 10:00 a 16:00hs en la sede de DAECPU (Joaquín Suárez 2944).
| Tribuna        | Precio |
| -------------- | ------ |
| Platea Alta    | $250   |
| Platea Baja    | $440   |
| Abono Liguilla | $2650  |

#### Etapa 1 - 22 de febrero
- 20:30 h. Tabú (revista)
- 21:55 h. Don Timoteo (murga)
- 23:15 h. C1080 (lubolo)
- 00:45 h. La Trasnochada (murga)

#### Etapa 2  - 23 de febrero
- 20:30 h. La Compañía (revista)
- 21:55 h. Sociedad Anónima (humorista)
- 23:15 h Tronar de Tambores (lubolo)
- 00:45 h. Momolandia (murga)

#### Etapa 3 - 24 de febrero
Etapa Suspendida pasa al 28 de febrero
- 20:30 h. House (revista)
- 21:55 h. Sarabanda (lubolo)
- 23:15 h. Momosapiens (parodista)
- 00:45 h. La Gran Muñeca (murga)

#### Etapa 4 - 25 de febrero
- 20:30 h. Metele que son Pasteles (murga)
- 21:55 h. Yambo Kenia (lubolo)
- 23:15 h. Zíngaros (parodista)
- 00:45 h. Cayo la Cabra (murga)

#### Etapa 5 - 26 de febrero
- 20:30 h. Garufa (murga)
- 21:55 h. Los Chobys (humorista)
- 23:15 h. Nazarenos (parodista)
- 00:45 h. Los Patos Cabreros (murga)

#### Etapa 6 - 27 de febrero
- 20:30 h. Los Diablos Verdes (murga)
- 21:55 h. Cyranos (humorista)
- 23:15 h. Los Muchachos (parodista)
- 00:45 h. La Clave (murga)

#### Etapa 3 - 28 de febrero
- 20:30 h. House (revista)
- 21:55 h. Sarabanda (lubolo)
- 23:15 h. Momosapiens (parodista)
- 00:45 h. La Gran Muñeca (murga)

### Ganadores y tabla de Posiciones final

#### Murgas
| Conjunto                    | 1.ª + 2.ª Rueda | Liguilla | Total |
| --------------------------- | --------------- | -------- | ----- |
| La Gran Muñeca              | 1221            | 1772     | 2993  |
| Patos Cabreros              | 1222            | 1730     | 2952  |
| La Clave                    | 1182            | 1760     | 2942  |
| La Trasnochada              | 1209            | 1728     | 2937  |
| Don Timoteo                 | 1209            | 1717     | 2926  |
| Diablos Verdes              | 1194            | 1702     | 2896  |
| Momolandia                  | 1200            | 1691     | 2891  |
| Cayó la Cabra               | 1171            | 1713     | 2884  |
| Garufa                      | 1180            | 1675     | 2855  |
| Metele que Son Pasteles     | 1169            | 1683     | 2852  |
| Curtidores de Hongos        | 1145            | -        | 1145  |
| Queso Magro                 | 1138            | -        | 1138  |
| La Venganza de los Utileros | 1095            | -        | 1095  |
| Falta y Resto               | 1089            | -        | 1089  |
| La Margarita                | 1084            | -        | 1084  |
| Araca la Cana               | 1076            | -        | 1076  |
| La Redoblona                | 1006            | -        | 1006  |
| La Buchaca                  | 971             | -        | 971   |
| La Eterna Madrugada         | 913             | -        | 913   |

#### Parodistas
| Conjunto      | 1.ª + 2.ª Rueda | Liguilla | Total |
| ------------- | --------------- | -------- | ----- |
| Los Muchachos | 1216            | 1761     | 2977  |
| Zíngaros      | 1219            | 1754     | 2973  |
| Nazarenos     | 1209            | 1760     | 2969  |
| Momosapiens   | 1196            | 1766     | 2962  |
| Aristophanes  | 1178            | -        | 1178  |
| Los Jacquets  | 1116            | -        | 1116  |

1. ↑  Le restaron 6 puntos por bajar tarde del escenario en la primera rueda

#### Humoristas
| Conjunto         | 1.ª + 2.ª Rueda | Liguilla | Total |
| ---------------- | --------------- | -------- | ----- |
| Cyranos          | 1192            | 1771     | 2963  |
| Los Chobys       | 1179            | 1757     | 2936  |
| Sociedad Anónima | 1175            | 1732     | 2907  |
| Los Bergoglios   | 979             | -        | 979   |
| Fantoches        | 885             | -        | 885   |
| Los Clementinos  | 773             | -        | 773   |

#### Revistas
| Conjunto      | 1.ª + 2.ª Rueda | Liguilla | Total |
| ------------- | --------------- | -------- | ----- |
| House         | 1211            | 1770     | 2981  |
| Tabú          | 1161            | 1716     | 2877  |
| La Compañía   | 1163            | 1689     | 2852  |
| Feelings      | 1068            | -        | 1068  |
| Madame Gótica | 1001            | -        | 1001  |

1. ↑  Le restaron 24 puntos por bajar tarde del escenario en la liguilla

#### Lubolos
| Conjunto           | 1.ª + 2.ª Rueda | Liguilla | Total |
| ------------------ | --------------- | -------- | ----- |
| C1080              | 1185            | 1760     | 2945  |
| Tronar de Tambores | 1185            | 1744     | 2929  |
| Yambo Kenia        | 1173            | 1741     | 2914  |
| Sarabanda          | 1146            | 1696     | 2842  |
| Mi Morena          | 1011            | -        | 1011  |
| Integración        | 990             | -        | 990   |
| Senegal            | 976             | -        | 976   |
| La Carpintera Roh  | 932             | -        | 932   |

### Rueda de Ganadores

#### Precio de las entradas
| Tribuna     | Precio |
| ----------- | ------ |
| Platea Alta | $ 250  |
| Platea Baja | $ 440  |

#### Etapa 1 - 2 de marzo
- 19:00 h. Tronar de Tambores (2° Lubolo)
- 20:35 h. Patos Cabreros (2° Murga)
- 21:55 h. House (1° Revista)
- 23:30 h. Los Chobys (2° Humorista)
- 01:05 h. Los Muchachos (1° Parodista)

#### Etapa 2 - 3 de marzo
- 19:00 h. Tabú (2° Revista)
- 20:35 h. C1080 (1° Lubolo)
- 22:10 h. Cyranos (1° Humorista)
- 23:45 h Zíngaros (2° Parodista)
- 01:30 h. La Gran Muñeca (1° Murga)

#### Etapa 3 - 4 de marzo[rg 1]
- 19:00 h. House (Revista)
- 20:30 h. C1080 (Lubolo)
- 22:00 h. Cyranos (Humorista)
- 23:30 h. Los Muchachos (Parodista)
- 01:10 h. La Gran Muñeca (Murga)

1. ↑  Noche de 1° premios / Ultima noche del Teatro del Verano.